# レストラン京王
株式会社レストラン京王（レストランけいおう）は、東京都府中市に本社を置き、外食産業を営む京王グループの企業。
中心事業はカレー専門店チェーン「カレーショップC&C」（カレーショップしーあんどしー）で、1968年に新宿駅構内に1号店を開店した。京王電鉄沿線を中心に飲食店を展開するほか、給食事業なども運営する。

## 概要
「カレーショップC&C」は、当初は親会社である京王電鉄沿線を中心に店舗を展開していたが、店舗拡大とともに沿線外へも進出した。そのほか京王百貨店新宿店の屋上で季節営業されるビアガーデンなどを運営する。京王グループの企業の社員食堂・福利厚生施設なども運営するほか、公共施設の食堂業務の運営受託も行っている。
立ち食い蕎麦「高幡そば」、蕎麦居酒屋「たまの里」は、2005年に京王観光から駅売店事業を分社化した京王リテールサービスが運営していたが、2007年10月1日の京王グループ企業再編により、これらの蕎麦店もレストラン京王の運営となった。2011年からは新業態として、自家製麺による高級駅蕎麦「万葉そば」も営業開始した。

## 沿革
レストラン京王公式サイト「会社概要」「会社沿革」も参照。
- 1968年（昭和43年）2月 - 株式会社京王ストア食堂部により「カレーショップC&C」1号店の新宿本店が開店[3]。
- 1976年（昭和51年）11月8日 - 京王ストアから飲食部門を分離独立、株式会社レストラン京王を設立（資本金3,000万円）[1][3]。
- 1980年（昭和55年）9月 - 京王グループの企業を中心に従業員食堂を営業開始[3]。
- 1992年（平成4年）6月 - 本社を渋谷区幡ヶ谷から京王府中2丁目ビルに移転[3]。
- 1993年（平成5年）5月 - 「ろんたん」1号店として、府中市生涯学習センター内に「レストランろんたん」を開店[3]。
- 1997年（平成9年）6月 - 初のフランチャイズ店として、ドトールコーヒーショップ高尾駅前店を開店[3]。
- 2005年（平成17年）4月 - 高尾の森わくわくビレッジ内に「カフェテリアろんたん」開店[3]。東京都との契約に基づく「高尾の森わくわくビレッジ」PFI事業に運営会社として参加[3]。
- 2006年（平成18年）11月 - 会社創立30周年を迎える[1][3]。
- 2007年（平成19年）10月 - 「高幡そば」「たまの里」が京王リテールサービスからレストラン京王の経営となる。
- 2008年（平成20年）2月 - 「カレーショップC&C」が開店40周年を迎える。
- 2011年（平成23年）11月25日 - つつじヶ丘駅構内に開業した駅ナカ商業施設「京王リトナードつつじヶ丘」に「万葉そば」1号店を開店[4]。
- 2012年（平成24年）11月 - 西武鉄道保谷駅の駅ナカ商業施設「Emio保谷」に「万葉そば」2号店を開店[5]。
- 2014年（平成26年）5月 - 「鉄道むすめ」コラボ商品「橋本わかばの新宿カレー」を数量限定で発売。
- 2016年（平成28年）11月 - 会社創立40周年を迎える[1]。
- 2018年（平成30年）
  - 8月 - カレーショップC&C共通サービス券の配布を終了。
  - 9月 - カレーショップC&C共通サービス券の商品引換を終了。
- 2022年（令和4年）10月7日 - 同日をもって「万葉そば」エミオ保谷店を閉店[5]。

## カレーショップC&C

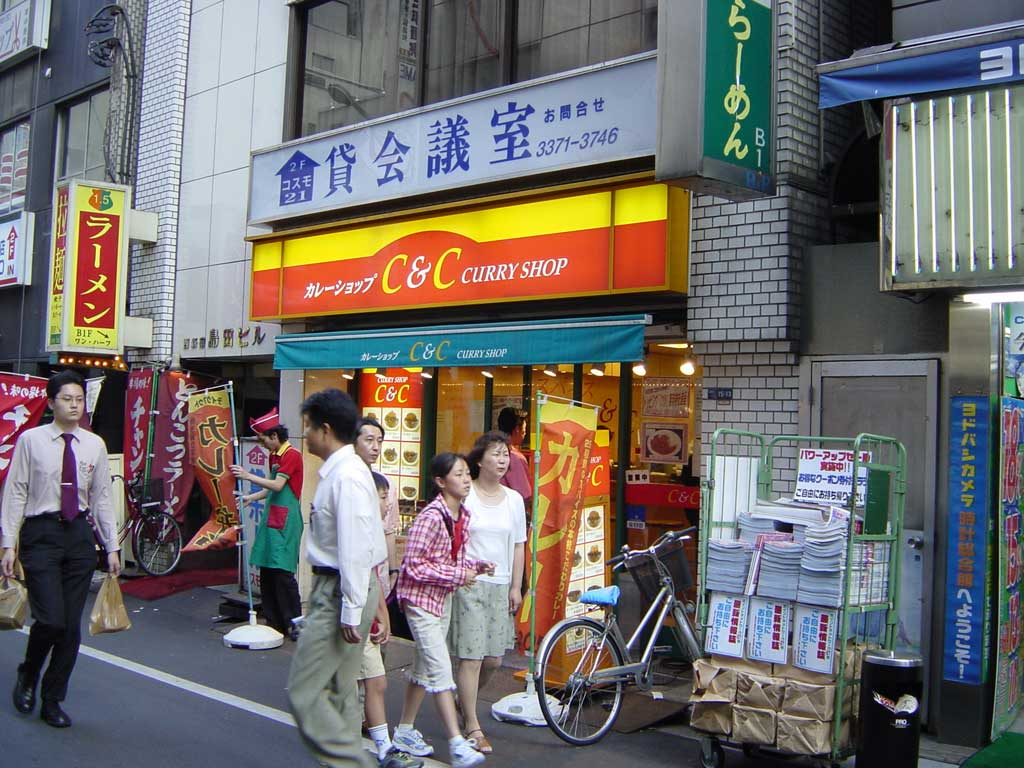
業態変更前のカレーショップC&C 西新宿一丁目店

キャッチコピーは「28種類のスパイスを贅沢にブレンドした『C&Cオリジナル』本格派カレー」。
店名の由来は、英語: Coffee & Curryの略で、当初はコーヒーも提供していた。
カレールーはタマネギをふんだんに使用しており（約50%）、味は、「ポーク」は辛さが「マイルド」「中辛」「辛口」の3段階に「野菜」があり、「野菜」が「ポーク」の味の一つとして設定されているのが特徴である（かつては、「野菜」「中辛」「辛口」のみであった）。そして「ビーフ」があり、また店舗限定で「欧風仕立てビーフ」、チキンベースの「スパイシー」「キーマ」もある。そのほかハヤシライスも提供している。
季節ごとに期間限定メニューが展開される。揚げ物中心の各種トッピングとサラダ、飲み物（ビールは取り扱いのない店舗がある）が用意される。
カウンター席や各テーブル上に福神漬（店舗によっては紅生姜も）が置かれており、客が自由に取ることができる。以前はラッキョウも無料であったが、2015年11月より有料トッピング（またはクーポン券2枚と引き換え）に変更された。
カレールーの製造はニチレイフーズ（資本関係はない）山形工場に委託している。工場から仕入れた業務用レトルトの大袋を店舗にて開封し、鍋に移して加熱して提供している。店舗や商品によっては1人前のレトルトを使用している場合もある。
各店舗では持ち帰り用に、レトルトパウチした「新宿カレー」も販売している。京王電鉄の社員食堂をレストラン京王が運営していることもあり、2014年5月3日よりトミーテックのキャラクターコンテンツ「鉄道むすめ」とのコラボレーション企画として、京王電鉄運転士という設定のキャラクター「橋本わかば」の特典カード数種類をブラインドパッケージ方式で封入した「橋本わかばの新宿カレー」が数量限定発売された（味は「中辛」のみ、現在は販売終了）。こうしたコラボ企画としては2016年11月に、本社のある東京都府中市を舞台とした末次由紀の少女漫画『ちはやふる』の描き下ろしパッケージの「ちはやふるカレー」が店舗限定で発売された例がある。また、レトルトの「新宿カレー」は京王ストア・キッチンコートの各店舗でも販売されている。
株式会社クレア（本社：東京都八王子市）が、京王線北野駅の駅ナカ商業施設「京王リトナード北野」に出店する「越後そば」北野店では、カレーショップC&Cとのコラボメニューとして、期間限定で蕎麦とC&Cのカレーのセットを出していたが、好評だったのかその後に定番メニューとなっている。なお「万葉そば」とは異なり、セットのカレーはミニカレーではなく一人前サイズである。

### 店舗
各店舗の一覧は、カレーショップC&C公式サイト「店舗情報」を参照。

#### 直営店
- 新宿本店 - スタンド形式のため、他店舗とメニューや価格、ごはんの量が異なる。
- 新線新宿店  - 2019年6月25日より、新宿駅新線口のバリアフリー工事（トイレ改修、エレベーター新設）のため一時休業の後、2021年4月5日にリニューアルオープン[11]。
- 西新宿オークシティ店 - 再開発地区「新宿オークシティ」の商業施設棟「オークテラス」に出店。
- 渋谷店 - 渋谷マークシティ1階に出店。
- 有楽町店 - JR有楽町駅京橋口改札前、千代田区有楽町2-9-14。
- 秋葉原店 - 秋葉原駅昭和通り口、千代田区神田佐久間町1-24 GATO秋葉原ビル1階。
- 笹塚店 - 京王クラウン街笹塚 WEST
- フレンテ明大前店 - 2007年5月24日開業。
- 調布南口店 - トリエ京王調布横の「調布スクエアビル」1階に入居。駅舎地下化・駅ビル建設前から出店。
- 多摩センター店 - 京王多摩センター駅改札前、京王多摩センターSC2階。同SC内には「たまの里」もある。
- 桜ヶ丘店 - 京王クラウン街（京王聖蹟桜ヶ丘ショッピングセンター内[12]）
- 府中店（新） - 京王府中ショッピングセンター2階。2013年9月26日開店[13]。当初の店名は「府中ぷらりと店」だったが[13]、「府中店」に店名変更した[14]。駅構内工事のため、2020年3月31日をもって一時休業[14]。
- キラリナ京王吉祥寺店 - 2014年4月23日開業。
- 東京ビッグサイト店 - 「C&Cダイニング」として営業。通常店とメニューが異なる。クレジットカード使用可。 - 2020年東京オリンピック・パラリンピック開催準備に伴う入場制限のため、2019年4月から2020年11月（予定）まで一時休業[15]。
- 京橋店 - 「C&Cダイニング」として営業。通常店とメニューが異なる。クレジットカード使用可。
- Curryshop C&C to Go! - 味の素スタジアム内店舗。イベント開催日のみ営業。カレーのほか、スナックやビールも提供[16]。

#### FC店
- 小黒川店（長野県伊那市） - FC店。中央道小黒川PA下り。現存する首都圏外唯一の店舗。
- 新木場メトロピア店 - FC店。新木場駅の駅ナカ商業施設に出店[17]。メトロフードサービスが運営。白米と十穀米が選べる。
- Echikafit 永田町店 - FC店。永田町駅の駅ナカ商業施設に出店[18]。メトロフードサービスが運営。

#### 閉店した店舗
- 本八幡店 - FC店。JR総武線本八幡駅南口、シャポー本八幡隣接。千葉県市川市南八幡4-1-13。2000年 - 2001年頃閉店。跡地は三菱UFJ銀行ATMコーナー本八幡駅前→東京ラスク本八幡店[19]。
- 姶良店 - FC店。鹿児島県姶良市に出店していた。地元の経営者が東京のC&Cに影響されて開店した珍しい例で、当初「東京カリーあいらちょう」と名乗っていた。実際のメニューなどは開店以来同じであった。このエピソードは、MBCテレビのローカル番組「どーんと鹿児島」で紹介された。同店独自のスタンプカードが用意されており、1食ごとにスタンプ1個が付き、10個集まるとポークカレー1皿、もしくは「新宿カレー」1箱サービスを行っていた。
- 上野アポット店[20] - FC店。御徒町駅北側、台東区上野4-7-3 コムロビル1階[20]。「アポットカレー」という独自メニューがあり、食器にもC&Cではなく「apott」のロゴが描かれていた[20]。また、過去の限定メニューが独自メニューとして存在する期間があった。
- セントレア店 - FC店。愛知県常滑市にある中部国際空港のターミナルビル2Fの到着ロビーに、2005年2月の開港と同時に出店。中京地区初出店だったが数年後に撤退。
- 西葛西店[21] - FC店。西葛西駅の駅ナカ商業施設「西葛西メトロセンター」[22]2番街に出店[21]。駅舎耐震工事のため2013年5月12日をもって閉店[23]。
- 横浜ジョイナス店 - FC店。バス・鉄道広告を手掛ける第一弘報社が1974年9月にレストラン事業部を設置、1号店として相鉄ジョイナスに開店[24]。

第一弘報社は1982年8月、東武商事との共同出資により「株式会社ティー・アンド・シー」を設立し、類似した名称の「カレーショップT&C」を展開（Tは「東武」から採ったものと思われる）。東武商事本社内に本社を置き、第一弘報社レストラン事業部が運営していた。メニューはC&Cとは異なり、朝定食（鮭定食・納豆定食）や餃子トッピングなどがあった。東武東上線朝霞台駅などに店舗があったが、2007年頃までに閉店。
- 横浜ザ･ダイヤモンド店[25] -  地下街内の「ダイヤ・キッチン」に出店。ザ・ダイヤモンドと相鉄ジョイナスの統合により、2014年1月13日をもって閉店[26]。
- 東京工科大学（片柳学園）八王子キャンパス「FOODS FUU」- 学生食堂のカフェテリアに出店。カレー単品ではなくサラダ・ドリンク付きセットメニューのみの販売であった[27]。他には京王食品のベーカリー「ルパ」、ドトールコーヒー、一口茶屋が出店していたが[27]、いずれも撤退。現在は越後そばなどが出店している[28]。
- 明大前店 - 明大前駅改札口外の脇に出店していたが、フレンテ明大前の建設に伴い閉店。2007年にフレンテ明大前店を開店。
- 府中店（旧） - 京王ストア府中店（旧店舗）脇に出店していたが、駅前再開発に伴い閉店。2013年に府中ぷらりと店を開店。
- 新宿松竹会館店 - 新宿松竹会館1階に出店していたが、2006年5月14日の同館閉館と同時に閉店。
- 吉祥寺店[29] - 京王吉祥寺駅ビル（現：キラリナ京王吉祥寺）2階[29]。ビル建て替えにより2010年3月30日をもって閉店[29]。2014年にキラリナ京王吉祥寺店として開店。
- 橋本店[30] - 橋本駅北口、JR橋本駅ビル「味の食彩館はしもと」2階。2012年9月28日閉店[31]。跡地には日高屋JR橋本駅店[32]が出店。
- 立川南口店[33] - 立川市錦町1-3-21、すずらん通り商店街。2015年7月29日をもって閉店[34]。
- 池袋西口店[35] - 池袋駅北口、豊島区西池袋1-26-5。2016年5月29日をもって閉店[35]。
- 中央林間店[36] - 中央林間駅、小田急江ノ島線・東急田園都市線連絡通路内。一部独自のメニューを提供していた。2020年3月31日をもって閉店[37]。
- 京王高幡SC店 - 京王高幡ショッピングセンター1階。「C&Cプラス」として営業。他店舗とはメニュー構成が異なる。毎月定期的に食べ放題を実施している（1000円、60分限定、フリードリンク）2021年3月10日をもって閉店。[38]。
- 西新宿1丁目店 - 2018年2月28日より「カツカレー専門店　新宿カレー」として業態変更。辛さが5辛までランク別に選べたり、グレードの高い食材を使用するなど、他店舗との差別化を図る。2021年3月15日をもって閉店。[39]。
- 永山店 - 京王リトナード永山（京王永山駅・小田急永山駅直結）。2021年3月17日をもって閉店。[40]。
- そのほか閉店した店舗 - 初台店、下高井戸店、桜上水店、高尾店、飯田橋店、三田店、神保町白山通り店、神保町靖国通り店、高井戸店、池袋東口店、高田馬場店。

## 蕎麦店

### 高幡そば

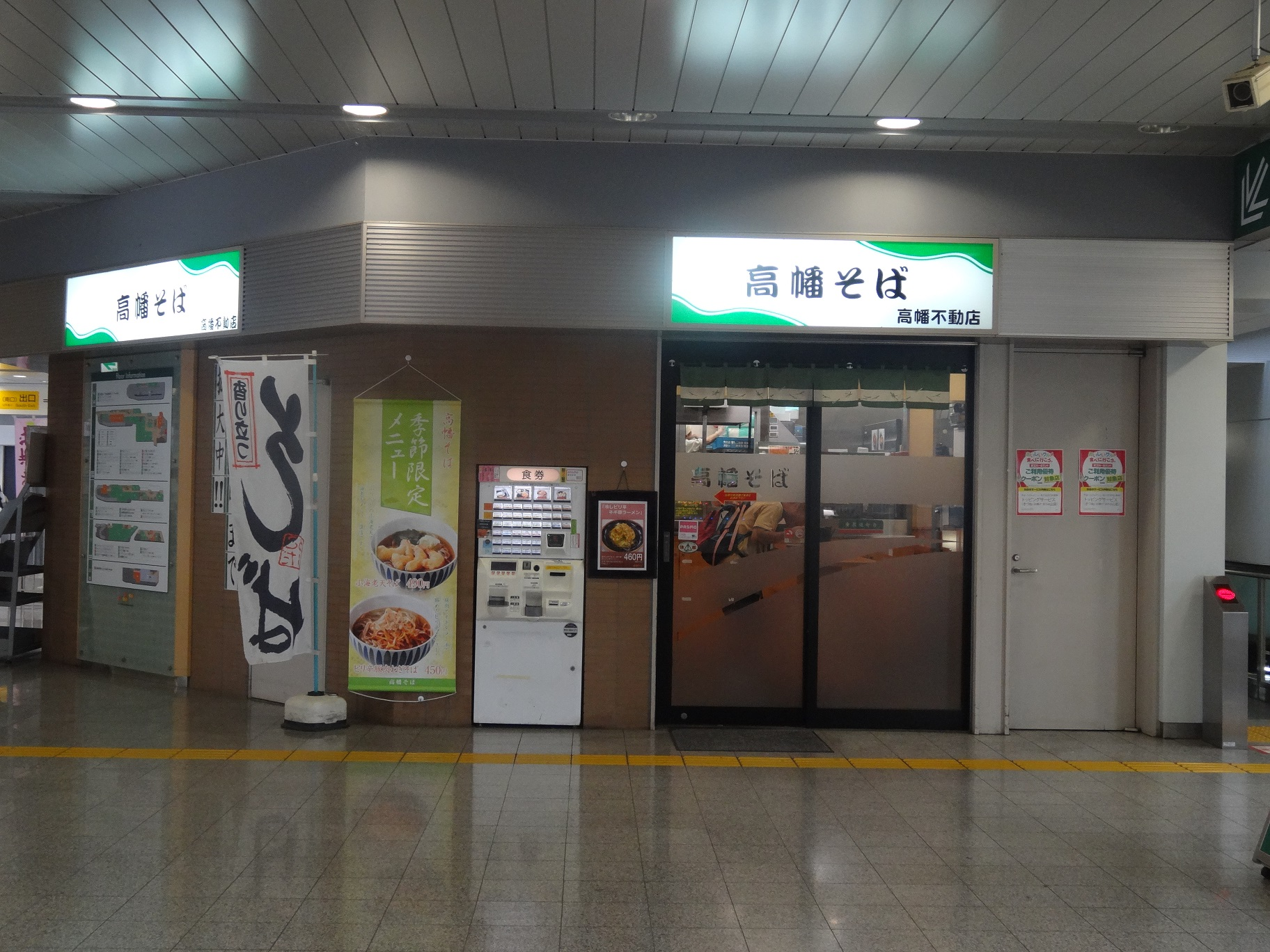
高幡不動店

- 立ち食いそば店。1999年7月1日、京王観光が高幡不動駅に「門前そば」の店名で第1号店を出店。2005年に京王観光から分社化された京王リテールサービスの運営となり、さらに2007年、京王グループ内の再編でレストラン京王の運営となる。
- 2022年現在、明大前店、高幡不動店（駅構内）に2店舗が存在する[41]。
- 開店当初は店内で生麺を茹で、揚げ物を揚げるという、従来の立ち食いそばには珍しい形態であった。のちに別の場所で調理済みの揚げ物、茹で麺を温める形態になった。高幡店では注文後に茹でる「茹で上げ」を注文できる。
- 高幡そばとして、つつじヶ丘駅、分倍河原駅（分梅店）にも出店していたが閉店した。

### 万葉そば
- 駅そば店。レストラン京王に再編されてからのブランドである。
- 店内で自家製麺した生麺を使用[42]。注文ごとに麺は茹でたて、揚げ物は揚げたてで提供する[42]。テーブル席や落ち着いた内装の店内で、高幡そばとの業態差別化を図っている。
- つつじヶ丘駅では再開発のため「高幡そば」が閉店したが、2011年11月25日、京王リトナードつつじヶ丘に「万葉そば」つつじヶ丘店として再出店した[4]。
- 翌2012年11月には、京王沿線外の保谷駅に2号店の「万葉そば エミオ保谷店」を出店したが、2022年10月7日をもって閉店した[5]。これにより「万葉そば」はつつじヶ丘店1店舗のみとなった[42]。
- 万葉そばのカレーは、カレーショップC&Cのレトルトルーを使用している。ミニカレーはそばセットにできるほか、単品でも注文できる[42]。のちに一人前サイズのカレー単品も取り扱うようになり、テイクアウトにも対応した[42]。

### たまの里
- 昼はそば店、夜は居酒屋となる。
- 当初は京王観光が出店、「高幡そば」と同様の経緯でレストラン京王の運営となる。
- 2022年現在、高尾店、多摩センター店（京王多摩センターSC内）、府中店（ぷらりと京王府中内）、高幡不動店（京王高幡ショッピングセンター内）新宿南口店、笹塚店（京王クラウン街笹塚内）の6店舗が存在する[43]。

### 梅もと
- ちよだ鮨より、そば「梅もと 中野店」を譲受し、2024年9月1日より運営。[44]2025年1月13日に閉店し、[45]跡地はカレーショップC&C 中野サンモール店に転換。[46]

## その他の業態
店舗一覧は、レストラン京王公式サイト「店舗一覧」を参照。

### ろんたん
- 「（レストラン）ろんたん」として府中市生涯学習センターの宿泊利用者への食事提供ならびに一般利用者向け食堂施設を、府中市から委託されスタートした。
- 2017年現在、「カフェろんたん」（府中市美術館内）、「カフェテリアろんたん」（高尾の森わくわくビレッジ内）、「ブラッスリーろんたん　競馬場店」（東京競馬場内）の計3店舗を展開している。かつては旧渋谷駅改札横に2階建ての店舗もあった。

### 京王グループの施設
- 京王百貨店新宿店屋上
  - ビアガーデン（季節営業）
  - 京王スカイカフェ（季節営業）
- 京王高尾山温泉「お食事処」- メニューには「カレーショップC&C」のカレーもある。
- HUGHUG CAFE - 京王動物園線多摩動物公園駅隣接の「京王あそびの森HUGHUG」2階カフェ。
- 社員食堂 - 京王電鉄・京王バスなど、京王グループを中心とした企業の従業員食堂・福利厚生施設の運営。

### フランチャイズ
- フランチャイズによるカフェ経営
  - ドトールコーヒーショップ
  - エクセルシオール カフェ
  - イタリアン・トマト・カフェJr